# ビッグスリー ガンシューティング
『ビッグスリー ガンシューティング』（BIG 3 GUN SHOOTING）は2010年10月21日にバンダイナムコゲームス（後のバンダイナムコエンターテインメント）より日本で発売されたPlayStation 3（PS3）用ゲームソフト。PS3専用モーションコントローラー「PlayStation Move」と同時に発売された対応ソフトのひとつ。ソフトとPlayStation Move、PlayStation Eye、シューティングアタッチメントが同梱された「パーフェクトパック」が同時発売された。ガンコン3にも対応している。
元はアーケードゲームとして稼動していた『タイムクライシス レイジングストーム』、『タイムクライシス4 アーケードバージョン』、『デッドストームパイレーツ』の3本のガンシューティングゲームを収録。
なお、北米版のタイトルは『Time Crisis: Razing Storm』となっている。日本版と同様に『タイムクライシス4』、『デッドストーム パイレーツ』も同時収録されている。

## タイムクライシス:レイジングストーム
「大量破壊マシンガンゲーム」と銘打たれたゲーム。特殊部隊の一員としてマシンガンやロケットランチャー、スナイパーライフルなどの武器を使用しながら任務を遂行する。アーケードモード、ストーリーモード、オンライン対戦モード、プリズンスナイパーモードの4つのゲームモードがある。
アーケードモード
アーケード版「レイジングストーム」を移植したモード。このモードでは複数のコントローラーを使うことで2人同時プレイ可能。移動は自動で行われ、プレイヤーは標的を銃で撃って行く。武器は通常はマシンガンを使用するが、ゲームの進行に応じてロケットランチャーやスナイパーライフルなどの武器に自動で切り替わる。トリガーで銃を発射、Moveボタンで銃弾のリロードおよび盾を構え防御する。
ストーリーモード
PS3版で追加された1人プレイ専用のモード。このモードでは標準コントローラー（SIXAXIS、デュアルショック3）、あるいはモーションコントローラーでプレイヤーの移動を行う。
オンライン対戦モード
最大8人同時の対戦プレイが可能なモード。個人戦の「デスマッチ」、2チームに分かれて敵チームのメンバーを倒す「チームデスマッチ」、2チームに分かれて敵チームの旗を奪い合う「キャプチャー・ザ・フラッグ」、2チームに分かれてエリア内のターゲットを占領しあう「エリアアサルト」の4つのゲームモードがある。
プリズンスナイパーモード
逃げた囚人をゴム弾を装填した銃で撃つモード。このモードは1つのコントローラを交代で使用することで最大4人でのプレイが可能。味方である看守を倒すとそのステージは終了となる。

## デッドストームパイレーツ
「2人協力ガンゲーム」と銘打たれたゲーム。「覇者の息吹」と呼ばれる秘宝を求め、海賊の一員となって冒険をくりひろげる。2人協力と銘打たれているが1人プレイも可能。「黄金銃」と呼ばれる銃を使って襲い来る魔物を倒しながら宝をめぐる海洋冒険ガンアクション。黄金銃は弾切れが無く、2人同時プレイ時に同じ敵を狙うと強力な「合体ショット」となる。また、シーンによってはコントローラーを円を描くように動かす「舵輪アクション」がある。

## タイムクライシス4:アーケードバージョン
「シネマチックガンゲーム」と銘打たれたゲーム。国際諜報機関と一員となって任務を遂行する。他のゲーム同様、2人協力プレイが可能。
移動は自動で行われる。トリガーでメインウェポンであるハンドガンを発射。Moveボタンを押すと物陰に隠れ敵の攻撃をかわしながら、同時にハンドガンの弾丸をリロードする。
Moveボタンを押しながらトリガーを引くとサブウェポンに切り替えることができる。サブウェポンにはマシンガン、ショットガン、グレネードがあり、これらの弾は特定の敵を倒すことで入手できる。
なお、ゲームシステム等は家庭版タイムクライシス4と同様であり、稼働版との変更点も同じである。変更点の詳細については、タイムクライシス4の項を参照のこと。